# HD 12661
HD 12661 — жёлтая звезда (спектральный класс G6) в созвездии Овен на расстоянии около 120 световых лет от Солнца. Вокруг звезды обращаются, как минимум, две планеты.

## Физические характеристики
Жёлтая солнцеподобная звезда HD 12661 чуть больше и массивнее Солнца.

## Планетная система

Схема орбит планет в системе HD 12661

Сравнительные размеры
планет и звезды HD 12661

К настоящему времени (май 2007) известно о существовании двух планет у HD 12661.

### Планета b
Основная статья: HD 12661 b
Газовый гигант более чем в два раза массивнее Юпитера. Открыт в 2000 году.

### Планета c
Основная статья: HD 12661 c
Газовый гигант. Открыт в 2002 году.

## Дополнительные сведения
Радиус эффективной земной орбиты 1,1 а. е.